# Dietz-Otto Edzard
Dietz-Otto Edzard (ur. 28 sierpnia 1930, zm. 2 czerwca 2004) – niemiecki asyriolog. Członek Królewskiej Holenderskiej Akademii Sztuk i Nauk.

## Publikacje
- Sumerian Grammar, Brill, Leiden 2003
- Geschichte Mesopotamiens: Von den Sumerern bis zu Alexander dem Großen,  C. H. Beck, München 2004
- Gudea and His Dynasty (Royal Inscriptions of Mesopotamia Early Periods) 1997
- "Gilgames und Huwawa" : Zwei Versionen der sumerischen Zedernwaldepisode nebst einer Edition von Version " B " 1993
- Die Orts- und Gewässernamen der präsargonischen und sargonischen Zeit (Beihefte zum Tübinger Atlas des Vorderen Orients. Reihe B) 1977